# BT 전차
BT 전차(러시아어: Быстроходный танк, БТ)는 1932년부터 1941년까지 생산된 소련의 경전차이자 기병전차 계열로, BT-1부터 BT-7까지 생산되었다. 영국의 순항 전차와 더불어 존 월터 크리스티가 만든 크리스티 서스펜션을 장착한 전차로, 빠른 속도와 준수한 주무장, 그리고 얇은 장갑이 특징이었다. BT 전차 중 가장 많이 생산된 전차는 BT-7으로 1935년부터 1940년까지 5,753대가 생산되었다. 1930년대 소련은 BT-2, BT-5, BT-7의 여러 변형을 제작했다.
BT 전차는 스페인 내전과 중일 전쟁 때 활약했으며, 전간기 동안 붉은 군대의 주력 전차였다. 제2차 세계 대전이 발발할 무렵 BT 전차는 T-34 전차로 대체되었지만, 여전히 소련군은 겨울 전쟁을 비롯한 제2차 세계 대전의 여러 전역에서 BT 전차를 운용했다. BT 전차 중 일부는 1945년 8월 만주 전략공세작전 때도 운용되었고, 핀란드는 제2차 세계 대전 중 BT 전차를 노획하여 QF 4.5인치 곡사포를 장착한 BT-42와 병력수송전차인 BT-43을 개발하기도 했다. 소련군은 운용 기간 동안 BT 전차를 두문자어를 활용한 Betka라는 별명, 또는 약칭인 "Betushka"라고 불렀다.